# Laissez-moi raconter...
Albums de Djamel Allam
Les rêves du vent
(1978)
Laissez-moi raconter... (Arjouth), sorti en disque vinyle en 1976 sur le label L'Escargot, est le premier album de Djamel Allam, chanteur algérien de musique kabyle.

## Album
L'album, dont la direction musicale est assurée par Jean Morlier, est enregistré en mars 1976 par Claude Sahakian et produit par Gilles Bleives pour le label L'Escargot.
Sorti sous la référence ESC 332, l'album est distribué par CBS.
La pochette du disque, illustrée de photos des musiciens Djamel Allam, Sid Ali Laadjali, Mesbahi Ramdane et du directeur musical Jean Morlier réalisées par Bernard Carrère, reproduit à l'intérieur les paroles des chansons en trois langues : le berbère, l'arabe et le français.

## Liste des morceaux
Les paroles et la musique sont de Djamel Allam sauf les paroles d'Arjouth qui sont d'Abdemeziem Kact.

### Face A
1. Rani Lah (Le Clément)
2. A Thadda (Mon Frère)
3. Mara Dioughal (Quand il Reviendra)
4. Arjouth (Laissez-moi Raconter)

### Face B
1. Vrir (Je Voudrais)
2. Ourestrou (Ne pleure pas)
3. Tiziri (Le Firmament)
4. Fatiha

## Musiciens
- Djamel Allam : chant, mandol, guitare, karkabous, maracas africaines
- Mesbahi Ramdane : guitare, mandol
- Sid Ali Laadjali : derbouka (tambour en gobelet)

## Musiciens additionnels
- Jean-Pierre Martin, Sylvain Santorio : guitare
- Jean-Paul Verrier : guitare basse
- Michel Gaudry : contrebasse
- Michel Delaporte, Alain Huteau, Michel Lorin : percussions
- Jean-Paul Batailley : batterie
- Raoul Duflot-Verez : orgue, piano électrique
- Georges Ales, Jean-Claude Dubois, Christian Gentis : violon
- Jean Dupouy, Pierre Llinares : violon alto
- Pierre Labadie, Hubert Varron : violoncelle
- Jean-Marc Rollez : contrebasse
- Charles Hernandez, Pierre Holassian : flûte, saxophone
- Bayardo Brenes : trompette